# Stanisław Łukasiak
Stanisław Łukasiak (ur. 23 kwietnia 1934 w Lijewie, zm. 18 czerwca 1991)  – pułkownik MO i SB, komendant wojewódzki MO w Słupsku (1980-1983), szef Wojewódzkiego Urzędu Spraw Wewnętrznych w Toruniu (1983-1990).

## Życiorys
Syn Władysława i Władysławy. W 1949 ukończył technikum we Włocławku, od 1953 słuchacz Rocznej Szkoły Oficerskiej w Krajowym Ośrodku Szkolenia MBP w Gdańsku, od 28 sierpnia 1954 referent Sekcji IV Wydziału I WUBP w Koszalinie. Od 1 stycznia 1956 referent Sekcji III Wydziału II Wojewódzkiego Urzędu ds. Bezpieczeństwa Publicznego w Koszalinie, od 1 kwietnia 1956 oficer operacyjny tej sekcji.
Po zmianach strukturalnych w SB od 1 stycznia 1957 oficer operacyjny Wydziału III SB Komendy Wojewódzkiej MO w Koszalinie, od 1 lutego 1959 starszy oficer operacyjny Wydziału II, 1963-1965 zastępca szefa Wydziału II Zwiadu 15 Bałtyckiej Brygady Wojsk Ochrony Pogranicza w Koszalinie, 1965-1972 naczelnik Wydziału Kontroli Ruchu Granicznego KW MO w Koszalinie, potem naczelnik Wydziału IV SB w tej komendzie.
W latach 1972–1973 słuchacz Wyższej Szkoły KGB w Moskwie, po czym został starszym inspektorem, a 1 stycznia 1975 kierownikiem Inspektoratu Kierownictwa SB KW MO w Koszalinie. Od 1 czerwca 1975 zastępca komendanta wojewódzkiego MO ds. SB w Słupsku, od 10 grudnia 1980 komendant wojewódzki MO w Słupsku, od 1 września 1983 do 12 marca 1990 szef Wojewódzkiego Urzędu Spraw Wewnętrznych w Toruniu. 1969 ukończył Wyższą Szkołę Nauk Społecznych przy KC PZPR, a 1977 obronił na niej doktorat.
Członek PZPR od 1954 r.

## Awanse
- Chorąży (1954)
- Podporucznik (1955)
- Porucznik (1957)
- Kapitan (1960)
- Major (1960)
- Podpułkownik (1970)
- Pułkownik (1975)

## Odznaczenia
- Order Sztandaru Pracy II klasy (1989)
- Krzyż Komandorski Orderu Odrodzenia Polski (1982)
- Krzyż Oficerski Orderu Odrodzenia Polski (1976)
- Krzyż Kawalerski Orderu Odrodzenia Polski (1969)
- Złoty Krzyż Zasługi (1964)
- Medal 30-lecia Polski Ludowej (1974)
- Medal 40-lecia Polski Ludowej (1984)
- Złoty Medal Za zasługi dla obronności kraju (1981)
- Srebrny Medal Za zasługi dla obronności kraju (1977)
- Brązowy Medal Za zasługi dla obronności kraju (1975)
- Złota Odznaka Za zasługi w ochronie porządku publicznego (1979)
- Srebrna Odznaka Za zasługi w ochronie porządku publicznego (1976)
- Brązowa Odznaka Za zasługi w ochronie porządku publicznego (1974)
- Odznaka „20 lat w Służbie Narodu” (1973)
- Złota Odznaka „W Służbie Narodu” (1983)
- Odznaka honorowa „Zasłużonemu Działaczowi ORMO” (1975)
- Złota Odznaka „W Służbie Penitencjarnej” (1984)
- Złota Odznaka „Za zasługi dla finansów PRL” (1987)